# Marie-Guillemine Benoist
Marie-Guillemine Benoist, nascida Marie-Guillemine Laville-Leroux (18 de dezembro de 1768 – 8 de outubro de 1826), foi uma pintora francesa neoclássica, histórica e de gênero.

## Biografia
Benoist nasceu em Paris, filha de um funcionário público. Seu treinamento como artista começou em 1781 com Élisabeth Vigée Le Brun, e ela entrou no ateliê de Jacques-Louis David em 1786 junto com sua irmã Marie-Élisabeth Laville-Leroux.